# Ordine di Montesa
L'Ordine di Montesa o di Montisco, anche detto Orden de Caballería de Nuestra Señora de Montesa, è un antico ordine monastico-militare spagnolo, reso dinastico nel 1587.

## Storia
Sin dal XII secolo i sovrani aragonesi si erano avvalsi dei servigi dei cavalieri dell'ordine del Tempio per la difesa dei loro domini contro i Mori.
Dopo la soppressione dei Templari, decretata da papa Clemente V nel 1312, Giacomo II d'Aragona ottenne da papa Giovanni XXII di utilizzare i beni dei cavalieri presenti nel suo regno per creare un nuovo ordine militare, intitolato alla Vergine e con sede nel castello di Montesa, in Valencia: il pontefice approvò la fondazione con la bolla del 10 giugno 1317 e diede ai cavalieri la regola cisterciense.
Nel 1587 l'ordine venne unito alla Corona di Spagna e la carica di gran maestro venne resa ereditaria.
Nonostante i rivolgimenti politici nell'Ottocento e Novecento (per due volte i repubblicani abolirono in maniera illegittima gli Ordini militari spagnoli) l'Ordine continua ad esistere sempre legato alla famiglia reale spagnola che coordina i vari ordini tramite il Real Consiglio degli Ordini Militari. Attualmente ci sono 60 cavalieri dell'Ordine di Montesa.